# Auridius vitellinus
Auridius vitellinus är en insektsart som beskrevs av Hamilton 1999. Auridius vitellinus ingår i släktet Auridius och familjen dvärgstritar. Inga underarter finns listade i Catalogue of Life.